# 보르제 밀라드
보르제 밀라드(페르시아어: برج میلاد)는 이란 테헤란에 있는 다목적 타워이며, 테헤란 국제 무역 컨벤션 센터의 일부이다. 타워의 최상층에는 원형 극장, 연주회장, 회전 레스토랑 등이 위치해있다.